# Оторбаєв Джоомарт Каїпович
Джоомарт Каїпович Оторбаєв (кирг. Жоомарт Кайыпович Оторбаев; нар. 18 серпня 1955) — киргизький політик, прем'єр-міністр країни від березня 2014 до квітня 2015 року.

## Життєпис
Народився в родині науковців. Його батько був ректором Киргизького державного університету, а мати — професоркою Киргизької державної медичної академії. 1978 року з відзнакою закінчив Ленінградський державний університет за спеціальністю «фізика». 1981 року захистив кандидатську дисертацію, а 1989 — докторську. 1990 року отримав вчений ступінь професора.
Від 1981 до 2005 працював на наукових посадах у Національній академії наук. До 1996 року викладав у Киргизькому державному університеті. Також від 1996 до 2005 року був професором Киргизько-Російського Слов'янського університету.
Від 1996 до 2002 року займався бізнесом, обіймав посади головного виконавчого директора й віце-президента представництва корпорації «Philips Electronics» у Центральній Азії.
2001 року перейшов на державну службу:
- 2001-2004 — спеціальний представник президента Киргизстану з залучення інвестицій;
- 2001—2005 — спеціальний представник президента Киргизстану з економічної допомоги Афганістану;
- 2002-2005 — віце-прем'єр-міністр з економіки та інвестицій.

Від 2005 до 2006 року займав пост виконавчого директора ГО «Инвестиционный круглый стол». Від квітня 2006 до грудня 2011 року був старшим радником Європейського банку реконструкції та розвитку.
У грудні 2011 року був призначений на посаду заступника голови уряду Киргизької Республіки з економіки та інвестицій, а 6 вересня 2012 року став першим віце-прем'єром. У той же період був управляючим від Киргизстану в групі Світового банку в Азійському банку розвитку та ЄБРР.
25 березня 2014 року, після того як розпалась парламентська коаліція й пішов у відставку попередній голова уряду Жанторо Сатибалдієв, Джоомарту Оторбаєву доручили тимчасово очолити уряд. 3 квітня Жогорку Кенеш затвердив склад нового Кабінету міністрів на чолі з Оторбаєвим
На посту голови уряду був активним прибічником вступу Киргизстану до євразійських інтеграційних об'єднань: Митного союзу, ЄЕП та Євразійського економічного союзу.
23 квітня 2015 року за підсумками доповіді в парламенті про рік роботи на посту прем'єр-міністра й визнання його праці задовільною, подав у відставку.